# Гессен-Марбург
Ге́ссен-Марбург (нем. Hessen-Marburg) — ландграфство и независимое княжество в составе Священной Римской империи, существовавшее в 1458—1500 и 1567—1604 (1650) годах. Оно состояло из города Марбург и окружающих его городов: Гиссен, Нидда и Эпштайн. Современная территория Гессен-Марбурга примерно соответствует Верхнему Гессену.
Территория будущего Гессен-Марбурга с XI века была полунезависимым округом и управлялась графами из династии Гизо (Giso, Gisonen), после пресечения которой в 1130-х годах отошла ландграфам Тюрингии.
После смерти в 1247 году ландграфа Тюрингии Генриха Распе, София Гессенская, дочь Елизаветы Тюрингской, вступила в борьбу за наследство, обеспечив своему малолетнему сыну Генриху ландграфство Гессен, центральную часть которого составляла область вокруг Марбурга. Сам Гессен-Марбург в то же время относился только к этой части, а именно к землям старого округа.
Независимым Гессен-Марбург становился дважды, в периоды, когда правители Гессена делили наследство между своими сыновьями.
В первый раз это произошло в 1458 году, но уже в 1500 году ландграф Гессен-Марбургский умер, не оставив потомства, и территории снова были объединены ландграфом Вильгельмом II.
Второй раздел произошел в 1567 году, когда сыновья Филиппа Великодушного разделили ландграфство на четыре государства: Гессен-Кассель, Гессен-Дармштадт, Гессен-Марбург и Гессен-Рейнфельс.
Когда в 1604 году Людвиг IV, ландграф Гессен-Марбурга умер без мужского потомства, он завещал территорию своего государства в равных долях ландграфствам Гессен-Кассель (Марбург) и Гессен-Дармштадт (Гиссен, Нидда), но при условии, что на обеих территориях должно остаться лютеранство. В то время в Гессен-Касселе был кальвинизм. Пока шли споры вокруг деления, Мориц, ландграф Гессен-Касселя захватил всю территорию Гессен-Марбурга и ввел на ней кальвинизм. После долгих споров и вооруженных конфликтов, Мориц, у которого были и внутренние враги, вынужден был уступить спорные земли в 1627 году, оставив также и трон, отрёкшись в пользу сына Вильгельма, который умер в 1637 году.
Во время регентства при малолетнем сыне Вильгельма, Вильгельме VI, за Гессен-Марбург между ландграфствами разразилась ожесточенная Гессенская война (1645—1648 годов), действие которой развернулось южнее зоны конфликта Тридцатилетней войны. Эта война привела к гибели до двух третей гражданского населения, что стало одним из самых высоких показателей погибших в ходе этого масштабного конфликта.
В конце концов, в 1650 году территория Гессен-Марбурга была разделена, как это предусмотрел Людвиг IV. Гессен-Касселю досталась северная, а Гессен-Дармштадту южная его части.
Территория Гессен-Марбурга располагается в современной федеральной земле Гессен.